# 近鉄生駒鋼索線
生駒鋼索線（いこまこうさくせん）は、奈良県生駒市の鳥居前駅から宝山寺駅を経て同市の生駒山上駅までを結ぶ近畿日本鉄道（近鉄）の鋼索鉄道線（ケーブルカー）である。生駒ケーブル（いこまケーブル）とも呼ばれる。

## 概要
鳥居前駅 - 生駒山上駅間で1路線の扱いであるが宝山寺駅を境に別のケーブルカーで構成されており、鳥居前駅 - 宝山寺駅間の通称宝山寺線（ほうざんじせん）、宝山寺駅 - 生駒山上駅間の通称山上線（さんじょうせん）の2区間からなる。宝山寺線は日本最初の営業用ケーブルカーで、生駒聖天と呼ばれている宝山寺への足であり、山上線は生駒山上にある遊園地「生駒山上遊園地」への足となっている。
宝山寺線は、2つのケーブルカーが並ぶ複線だが、運用上はそれぞれが分離された単線並列形態で、それぞれ宝山寺1号線・宝山寺2号線と呼ばれている。山上線は1つのケーブルカーからなる単線で2つの途中駅がある。通常は宝山寺1号線と山上線だけが運行されるが、宝山寺1号線の点検時は宝山寺2号線が代わって運行される。通常、宝山寺1号線の点検は毎週木曜日に実施される。正月などの多客期には宝山寺2号線も同時に運行される。
宝山寺線は沿線が大阪市や奈良市のベッドタウンとしてマンションも建つなど住宅地化されているため、ケーブルカーとしては珍しく立派な通勤通学路線として機能している。住宅地を通過するために踏切も3箇所存在し、そのうち1箇所（鳥居前3号踏切）は自動車が通過可能である。また、山上線にも歩行者専用の踏切が2箇所存在する。
路線名は近鉄の前身の大阪電気軌道時代から「生駒鋼索線」とされている。平成元年（1989年）度版までの『民鉄要覧』には生駒線の名称で記載されていたが、現存する生駒線とは直接の関係はない。

### 路線データ
- 路線距離（営業キロ）：2.0km
  - 宝山寺線：鳥居前駅 - 宝山寺駅間 0.9km
  - 山上線：宝山寺駅 - 生駒山上駅間 1.1km
- 方式：
  - 宝山寺線：単線2両交走式×2
  - 山上線：単線2両交走式
- 軌間：宝山寺線・山上線とも1067mm
- 駅数：5駅（起終点駅含む）
- 複線区間：鳥居前駅 - 宝山寺駅間（運用上は単線並列。行き違いが行われる中間地点は見かけ上、複々線）
- 最急勾配：宝山寺線227‰（約12°47′）、山上線333‰（約18°25′）
- 高低差：宝山寺線146m、山上線322m

全線、大阪統括部（旧上本町営業局）の管轄である。

### 踏切
- 宝山寺線
  - 鳥居前1号踏切（第1種甲・歩行者専用）
  - 鳥居前2号踏切（第1種甲・歩行者専用）

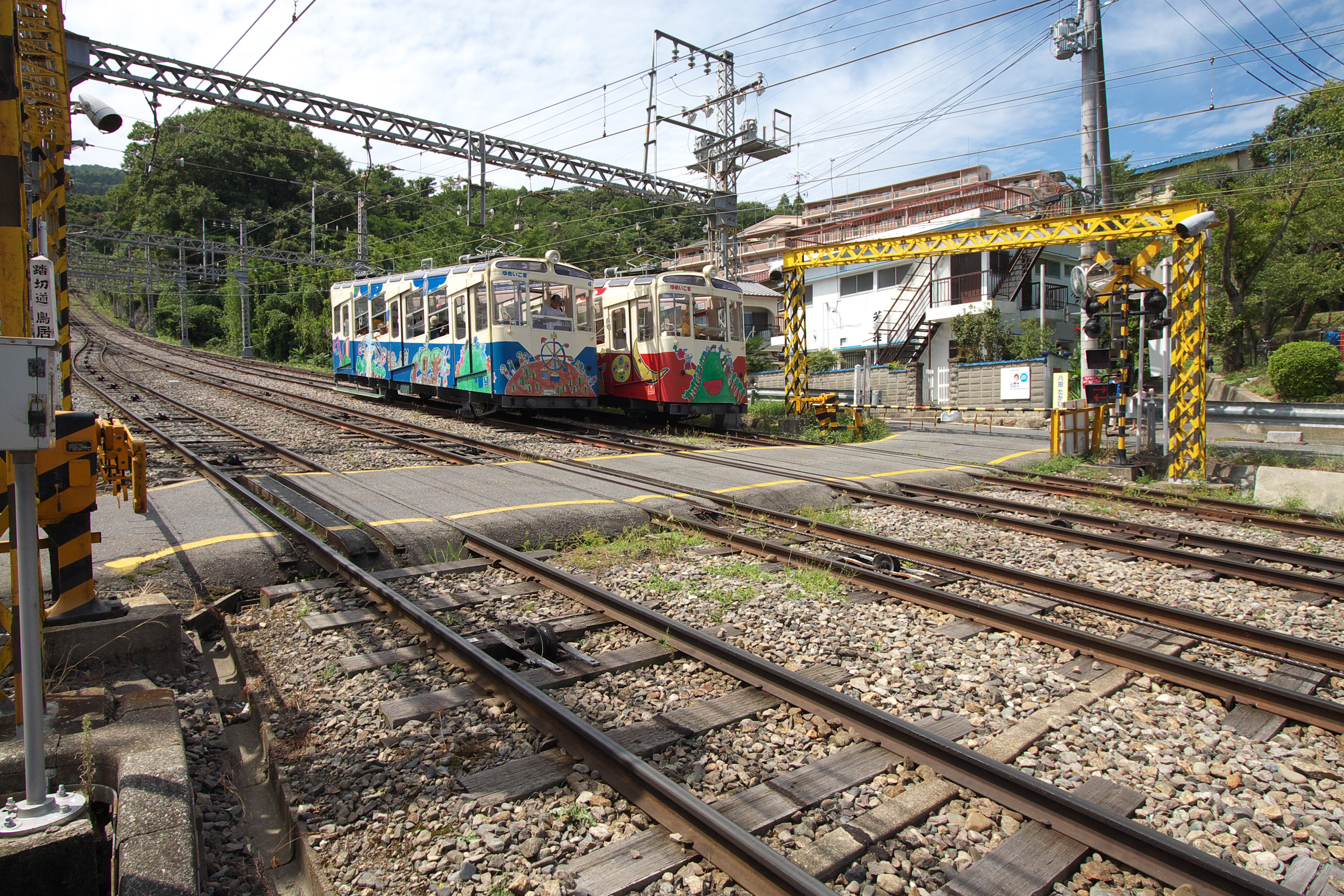
鳥居前3号踏切

  - 鳥居前3号踏切（第1種甲・大型車以外の車両通行可能）
    - 大型自動車は通行禁止であるが普通自動車は通行できる。宝山寺線の中間地点でもあり、この踏切上で車両が対向する。対向地点はレールとレールの間にケーブルが1本しか通らないことや片方のレールの両側には溝が不要なことなどが、自動車通過可能な理由である。
- 山上線
  - 宝山寺1号踏切（第3種・歩行者専用）
  - 霞ヶ丘1号踏切（第3種・歩行者専用）

## 運行形態

### 宝山寺線
生駒山中腹の住民にとっての通勤・生活路線であることから、運行時間帯は6時台前半から23時台後半までと長い。このほか大晦日から元旦にかけては終夜運転を行う。通常は宝山寺1号線のみの運行で、運転間隔は朝ラッシュ時は15分毎、日中から夜間にかけては20分毎、深夜30分毎となっている。
所要時間は約5分。前記の終夜運転時間帯や正月の初詣時期などは宝山寺2号線も運行され、ピストン運転となる。GWや夏休みなどの繁忙期には10分間隔の運転も行う。

### 山上線
日中（9 - 18時台）のみの運転で、運転間隔は40分毎であるが、児童の遠足など団体客があるときには臨時列車も設定される。また、生駒山上遊園地のナイター営業時には夜間も20分間隔で運転されるほか、GWや夏休みなどの繁忙期には10分間隔となることもある。
所要時間は約7分。通常は普通のみであるが、臨時列車や増発運転時においては途中駅に停車しない「直行」として運転されることがある（2006年度以前は直行の定期運転があった）。

## 使用車両
いずれも近畿車輛製、制動装置はテオドル・ベル式で、警笛もアーバンライナー以降の特急車で使われている電気笛である（ただしコ3形「ゆめいこま」は通勤車と同じ警笛である）。
宝山寺1号線・山上線のコ11形・コ15形、宝山寺2号線のコ3形とも全車非冷房車ではあるが、コ11形・コ15形にはラインデリアが、コ3形には扇風機が装着されている。車番が偶数の車両は山上側に荷台を連結できる。

### 宝山寺1号線・山上線
宝山寺1号線は、開業当初の木造車両を1928年に車体更新したコ1形「いのり」（車番は1）「めぐみ」（車番は2）が使われ、日本で現役最古のケーブル車両として有名だったが、2000年に山上線のコ5形「こぐま」（車番は5）「はくちょう」（車番は6）とともに新型車両に置き換えられた。コ5形は同時期に製造された宝山寺2号線のコ3形とほぼ同型の車体であるが車体長が長く、山上側のフロントガラスがコ3形よりも下に寄っているものだった。引退したコ1形1両が現在、生駒山麓公園に保存されている。
2000年から運行されている車両は宝山寺1号線が、1999年7月にオープンした「IPCわんにゃんふれあいパーク」（2003年に「IPCペットふれあいの森」と名称変更）にちなんで、車掌の帽子をかぶった犬（ブルドッグ）を模した「ブル」、双眼鏡で景色を覗いた三毛猫を模した「ミケ」（ともにコ11形で、車番は「ブル」が11、「ミケ」が12で、これは廃止になった東信貴鋼索線の車両コ9形9・10の続番となっている）であり、山上線が山の音楽会と誕生日会をイメージしたもので、オルガンを模した「ドレミ」、バースデーケーキを模した「スイート」（ともにコ15形で、車番は「ドレミ」が15で「スイート」が16）である。
なお、車両の入れ替えに付いては、宝山寺1号線は近接道路から、山上線は生駒山上駅付近にて行われた。
この4台の車両には、それぞれイルミネーションがあり、「ブル」は目と帽子の帯周りに、「ミケ」は耳と双眼鏡の枠に、「ドレミ」はト音記号と五線譜の上と下の部分に、「スイート」はろうそくの部分とケーキのクリームの部分にそれぞれ電飾が付いている。また、かつては4台共通として、天窓の部分にも電飾があったが後に撤去された。「ドレミ」には前面に楽譜を掲示しているが、曲名は山の音楽家である。「ドレミ」のテーマ曲であり、生駒山上行きは宝山寺 - 梅屋敷間で、宝山寺行きは生駒山上 - 霞ヶ丘間でこの曲が流れ、直行の場合は駅を出発してから行き違う直前までこの曲が流れる。なお、「スイート」は「ドレミ」と行き違う直前でこの曲が流れる。
コ11形は片側2か所、コ15形は片側3か所の乗降扉があるが、冬季には車内保温のために扉を半自動扱いにする（ただし正月のピストン運転時は半自動扱いされない）ため、扉横に開閉ボタンが設置されている。半自動扱いは鳥居前駅・宝山寺駅・生駒山上駅のみ実施するが、扉をすべて開けて乗客を降ろし、その後扉を一旦閉めて半自動扱いとなる。ただしコ15形の場合、中扉にボタンがないため半自動扱い時は中扉を締め切り乗降口は2箇所となる。発車時間が近づくと一旦すべての扉を開け、発車時間になるとすべての扉を閉める。
窓は下段が開閉可能な2段窓であるが、手挟み事故による怪我防止のために乗務員席以外の下段の窓枠に5cmほどのストッパーを設置して完全に閉まらなくしている。なお、この隙間部分にはゴムで隙間を埋める形となっている。
コ11・コ15形は山上側の乗務員席周辺をのぞき、座席はすべて山下側に向いたクロスシートであり、2人-1人掛けで配置されている。ただし、乗務員席の後ろの座席は3人掛けである。また、コ11形には補助シートが設置されている。コ15形の座席については、乗務員席周辺をのぞき壁に対して直角ではなく若干斜め向けに設置されている。
壁については、「ブル」がベージュ基調、「ミケ」が桃色基調の模様入りであり、「ドレミ」は緑系・「スイート」は桃色の単色である。登場時は天井付近に車両の名前や、イラストや文字などのシールがたくさん貼られていたが、天窓のイルミネーション撤去と同時にすべて取り外された。なお、2011年現在も、天井付近をよく見てみると、これらのシールが貼っていた跡が残っていることがわかる。
「ブル」と「ミケ」には独自の車内アナウンスとBGMがある。車内アナウンスは「ブル」が男性の声、「ミケ」が女性の声となっており、内容はケーブルカー車両・生駒山上遊園地の紹介や生駒ケーブルの大まかな歴史などである。BGMは「ブル」が「ピクニック」、「ミケ」が「ねこふんじゃった」で、それぞれ車両の行き違い直前まで流れる。そして車両が行き違う際には告知のアナウンスの後車内で互いの鳴き声を発する（挨拶を交わしているということらしい）。なお、通勤通学時間帯や早朝夜間時間帯は通常のアナウンスとなり、BGM・鳴き声は鳴らさない。また、冬季などの生駒山上遊園地の閉園日は時間帯に関係なく通常のアナウンスとなる。
「ドレミ」と「スイート」にも独自の車内アナウンスとBGMがあり、車両が行き違う際、「スイート」では車内でファンファーレが鳴り、拍手と歓声が鳴る。「ドレミ」は「スイート」の逆で拍手と歓声が鳴り、ファンファーレが鳴る。宝山寺線とは異なり、季節や時間帯に関係なくBGMは鳴らしている。
集電装置はパンタグラフで、コ11形とコ15形はシングルアーム式が1基設置されているが、正面から見て中央に設置せずに山上側の正面から見て右寄りに・ふもと側の正面から見て左寄りに設置されている。これはかつて使われていたコ1形・コ5形が電源供給とは別に通信用に専用のパンタグラフと架線が使われていた名残である。コ1形・コ5形の現役時代末期に通信機器の無線化によって、通信用のパンタグラフと架線が撤去された。
山上線は運行本数が少なくなるために収容力を大きくしているため、宝山寺線よりも車体長が長い。また、宝山寺線よりも車体の角度が急になっているために現在の「ドレミ」と「スイート」でも山上側とふもと側とで前面の印象が異なっている。コ5形の現役時代は梅屋敷駅と霞ヶ丘駅を利用する際は普通に乗車の上あらかじめ車掌に申し出る必要があったほか、コ5形の車内にはバスと同様の降車ボタンが設置されていた。

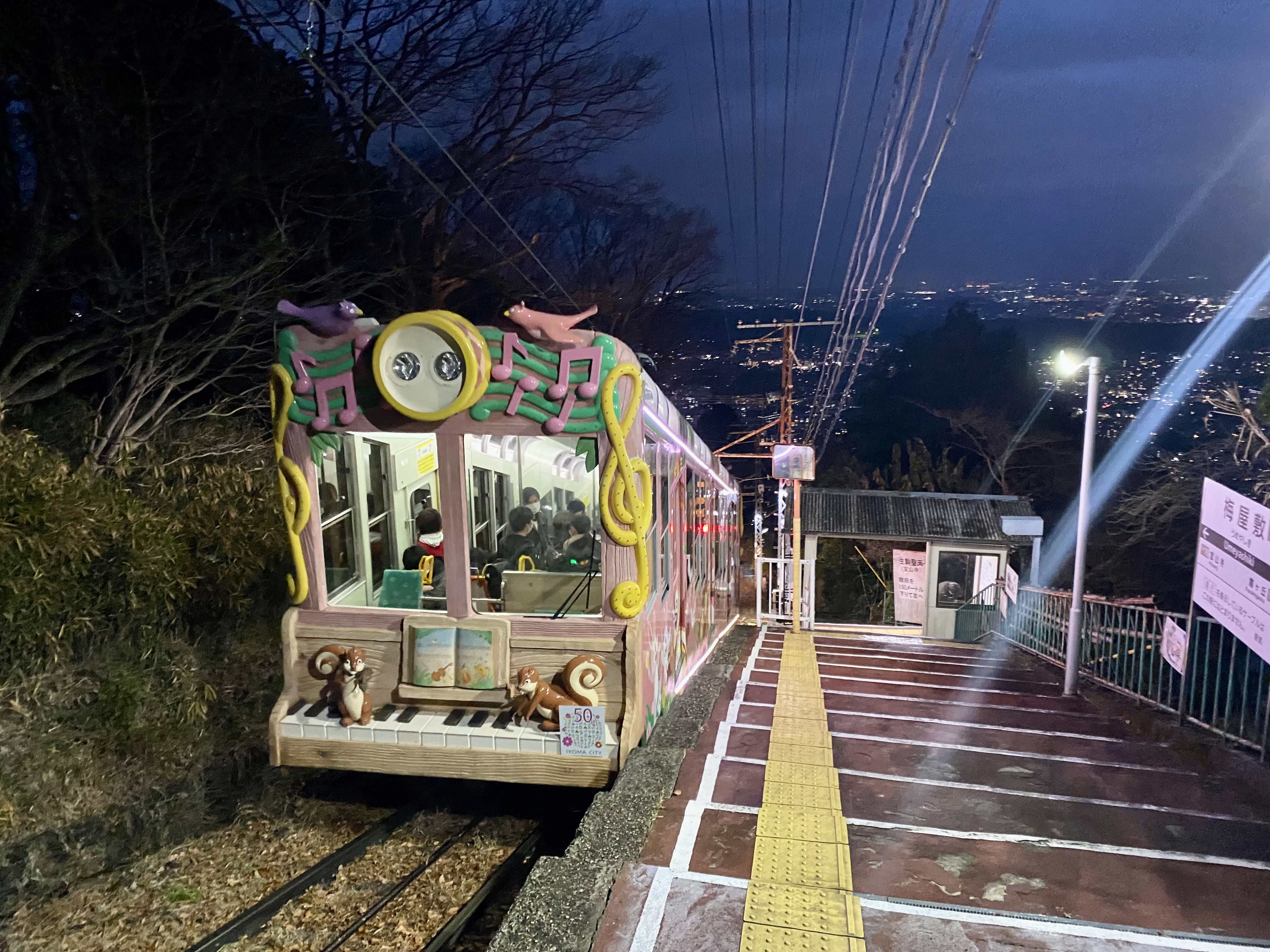
山上線「ドレミ」
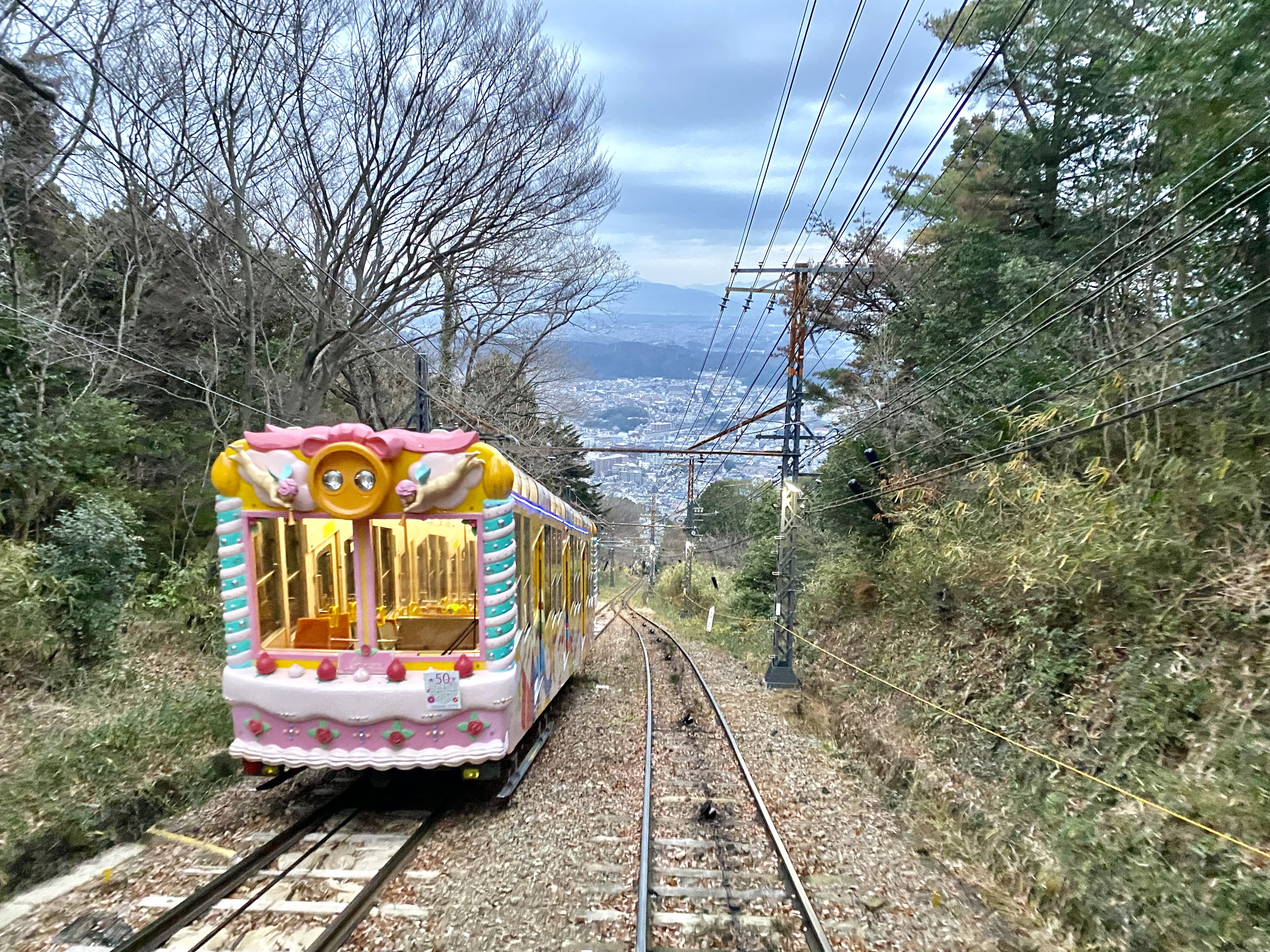
山上線「スイート」
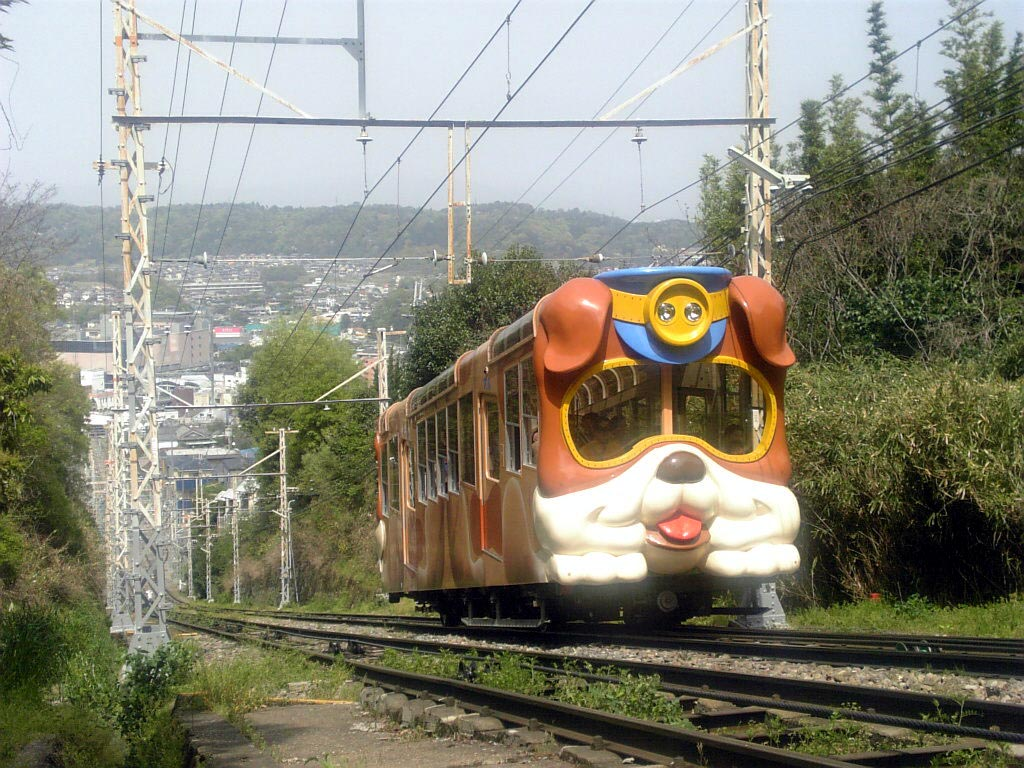
宝山寺1号線「ブル」
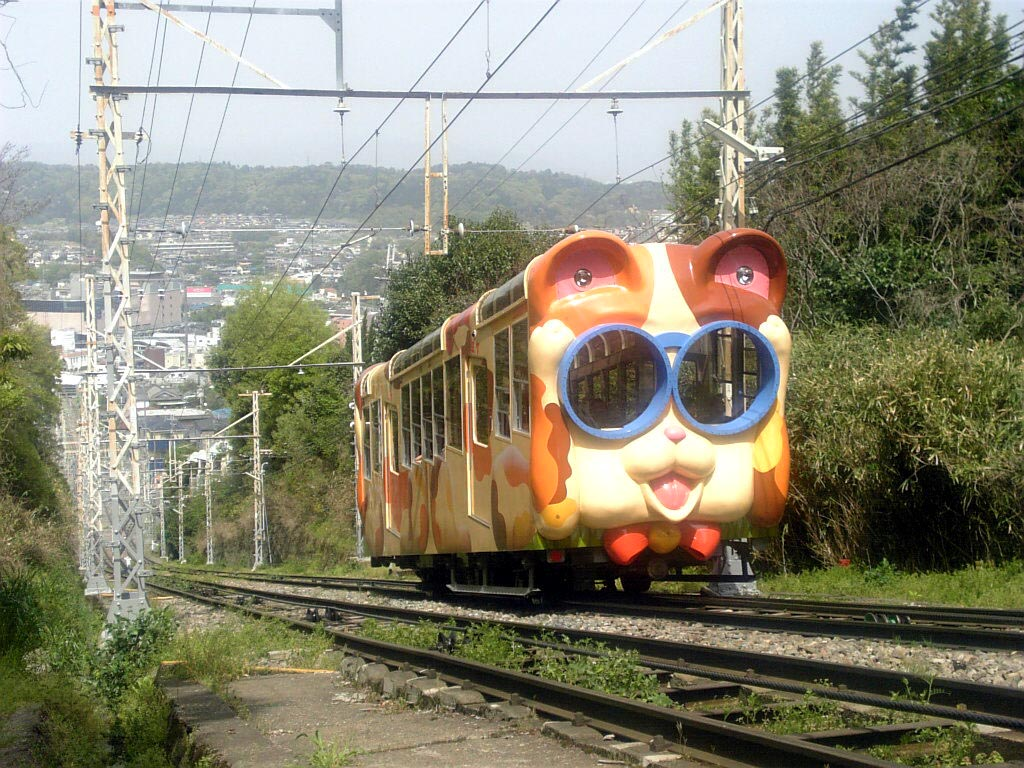
宝山寺1号線「ミケ」
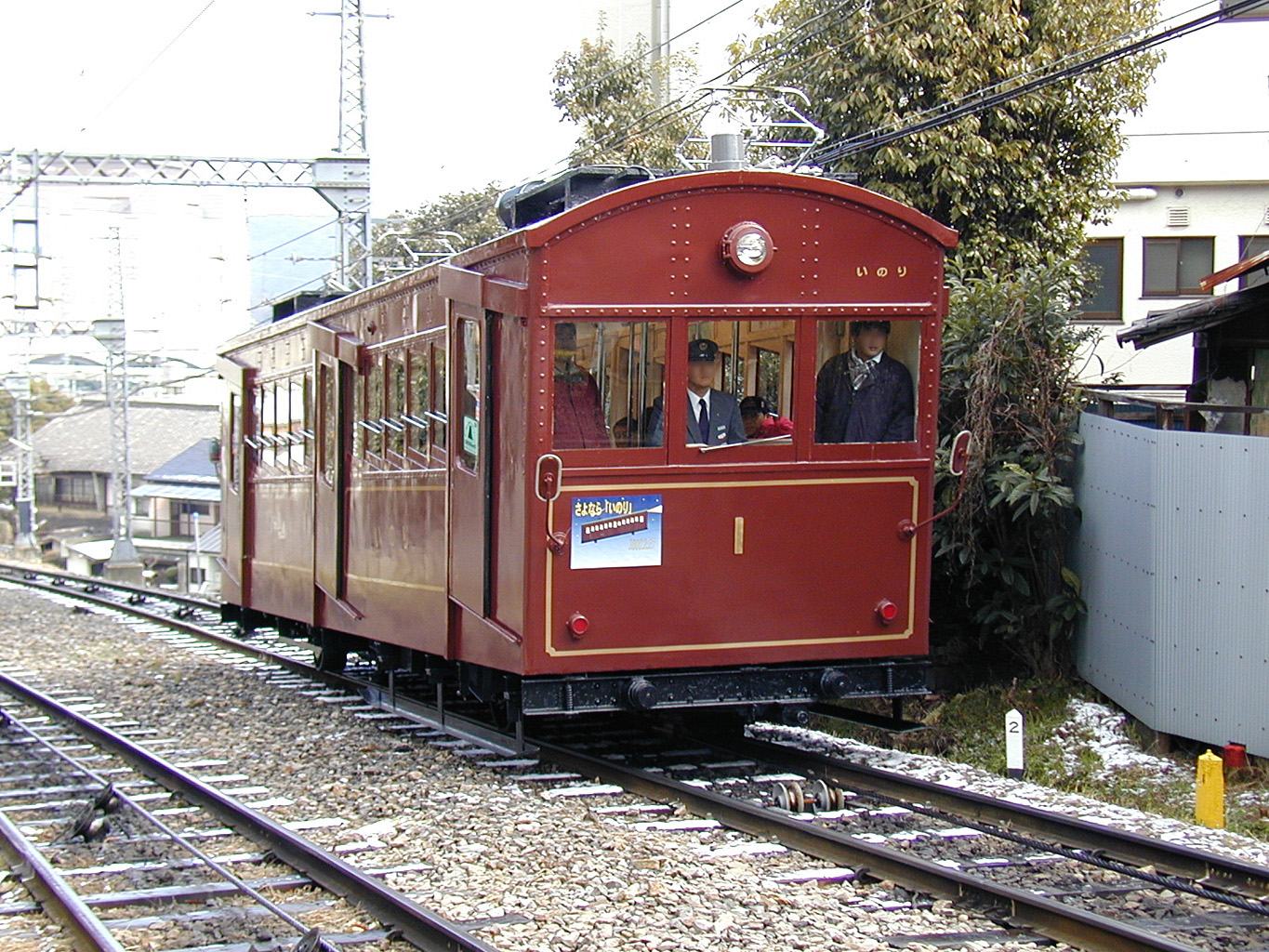
在りし日のコ1形（宝山寺1号線）
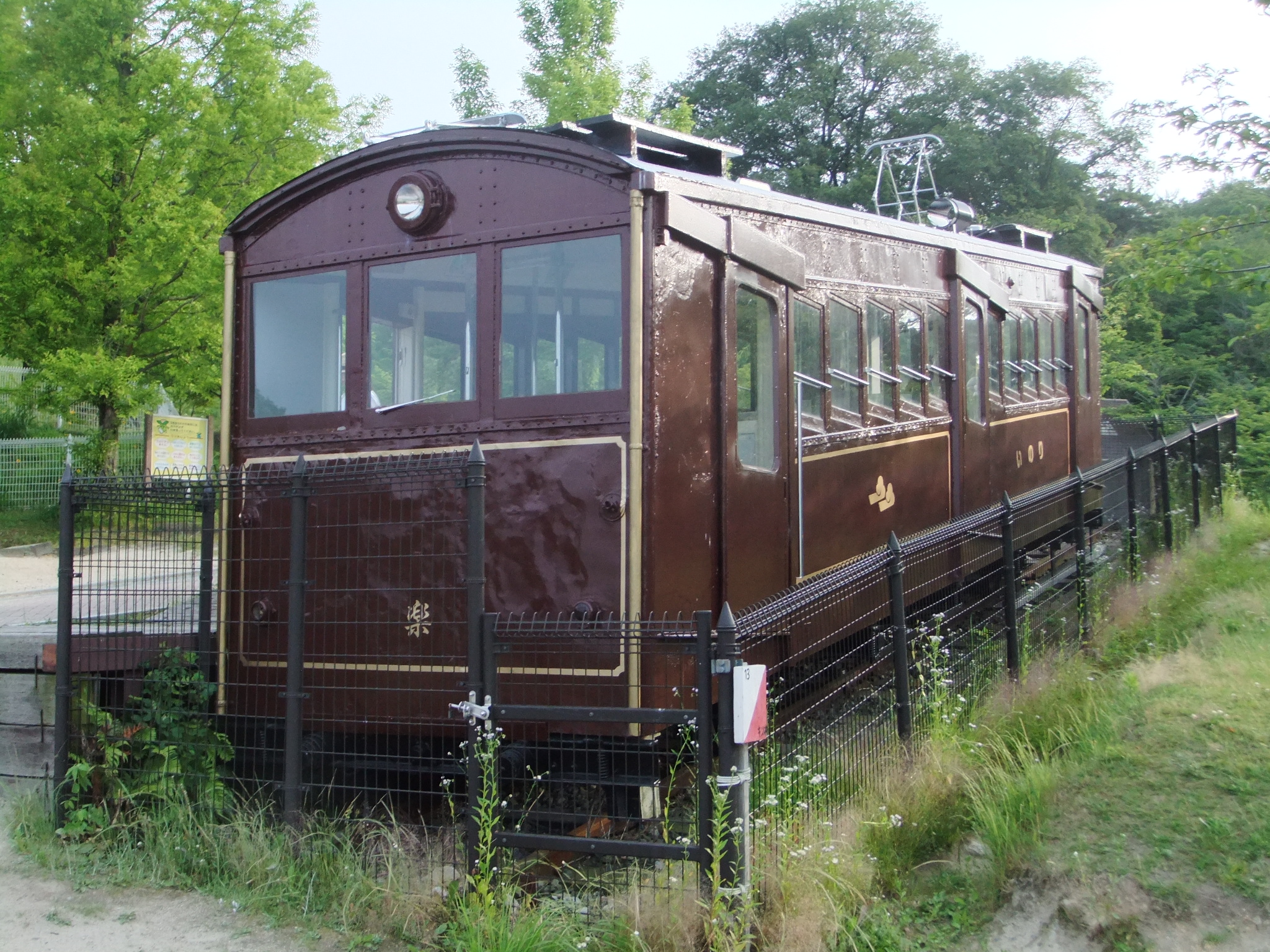
生駒山麓公園に保存されたコ1

### 宝山寺2号線
宝山寺2号線は営業再開時に導入された1953年製の在来車コ3形（2代。車番は3と4）のままで、車番3が「すずらん」、車番4が「白樺」と称している。カラーリングは「すずらん」がクリーム色と朱色のツートンカラーで、「白樺」はクリーム色と紺色のツートンカラーである。なお、白樺だけなぜ漢字なのかというと、平仮名にして反対から読むと、“ばからし”となってしまうからといわれている。
1999年10月からツートンカラーの朱色は赤に、紺色は青に変更し、生駒山上遊園地をイメージしたイラストのラッピングを施した上で2両とも「ゆめいこま」という愛称がつけられたが、2013年8月に生駒ケーブル開業95周年を記念して、ラッピングの撤去と塗装を復元した上で再び「すずらん」と「白樺」の名称が与えられた。ただし、すずらんと白樺のイラストや文字のフォントが「ゆめいこま」と称される前と異なっている。座席はボックスシートであるが、乗務員席の周辺には設置されていない。
コ3形はひし形パンタグラフが前後に2基、横に2基ずつ並べた形で計4基設置されていた。山上側の先頭から見て右側のパンタグラフは電源供給用で、左側のパンタグラフは通信用であった（これらはコ1・コ5形も同様であった）が、「ゆめいこま」と称されるととも通信機器の無線化に伴い、通信用の2基が撤去された。このときに、天窓のガラスも青色からグレー系に変更されている。
製造当初は手動ドアであったが、1969年6月に山上線のコ5形とともに自動扉に改造され、暖房機器と扇風機の設置改造も行われた。なお、この改造から3か月後に宝山寺線のコ1形もコ3形と同様の改造が行われた。
コ3形には専用の車内アナウンスとBGMがあり、宝山寺行きはコ11形、コ3形ともに行き違いを終えた後に開業日についてアナウンスするが、コ11形では『大正7年開業以来…』とアナウンス（大正7年の「7」は、ブルでは「しち」、ミケでは「なな」とアナウンスする）するのに対し、コ3形では『大正7年8月29日に…』とアナウンスする。また、鳥居前駅での乗り換えのアナウンスは、コ11形では『難波・奈良・京都方面』とアナウンスするに対し、コ3形では『大阪難波、尼崎、三宮、奈良、王寺、学研奈良登美ヶ丘、コスモスクエア方面』とアナウンスしており、アナウンスの内容はコ11形よりも詳細になっている。なお、コ3形で流れるBGMは西信貴鋼索線と同じである。
2005年に屋島ケーブル（車両は1950年製）が廃止になってからはコ3形が日本のケーブルカーで最古の現役車両となっている。ただし、台車についてはラクテンチ別府ラクテンチケーブル線（1951年製。車体は1974年製）に次いで2番目に古い。

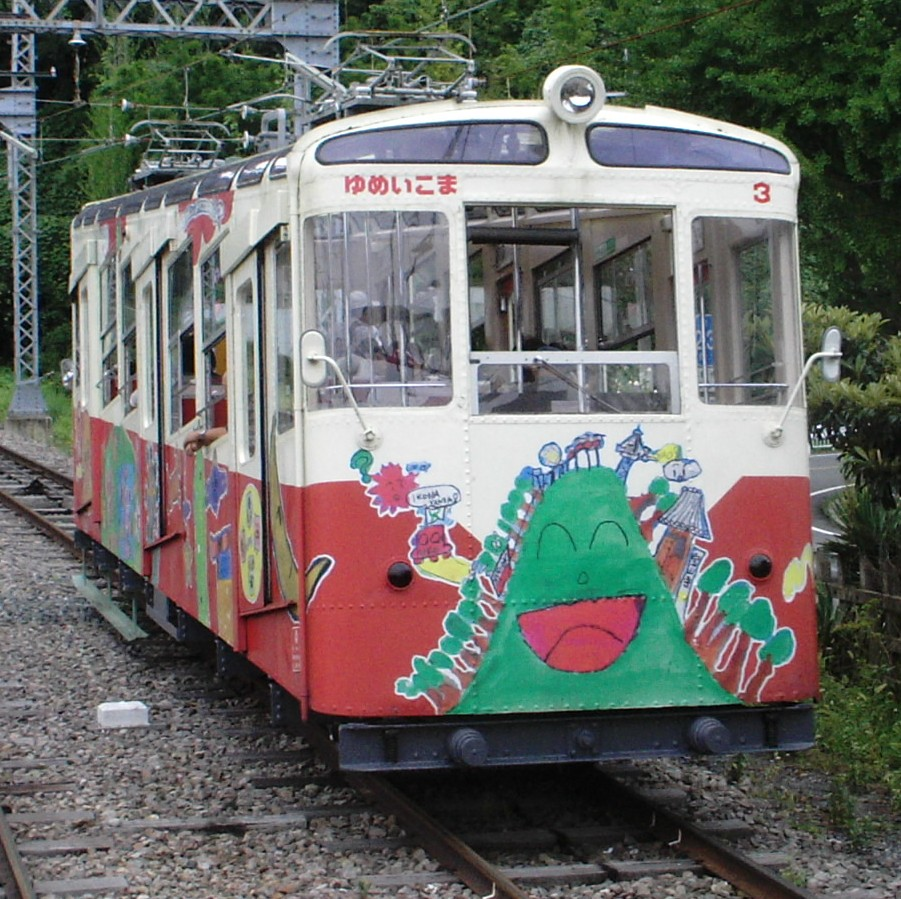
宝山寺2号線「ゆめいこま3」
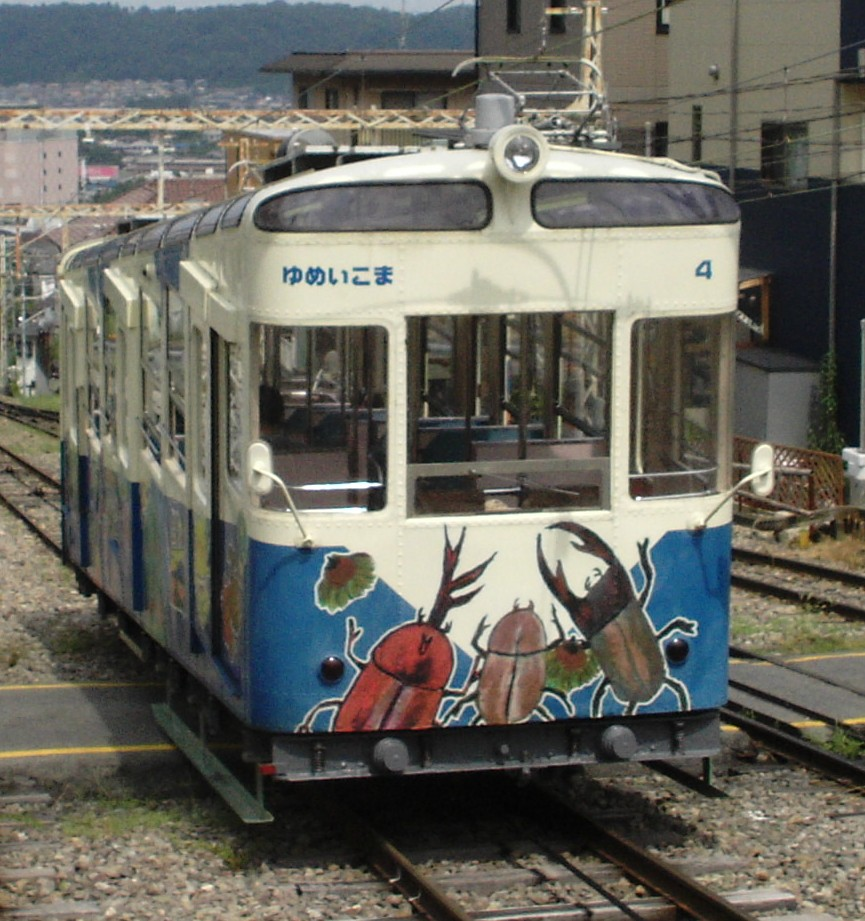
宝山寺2号線「ゆめいこま4」
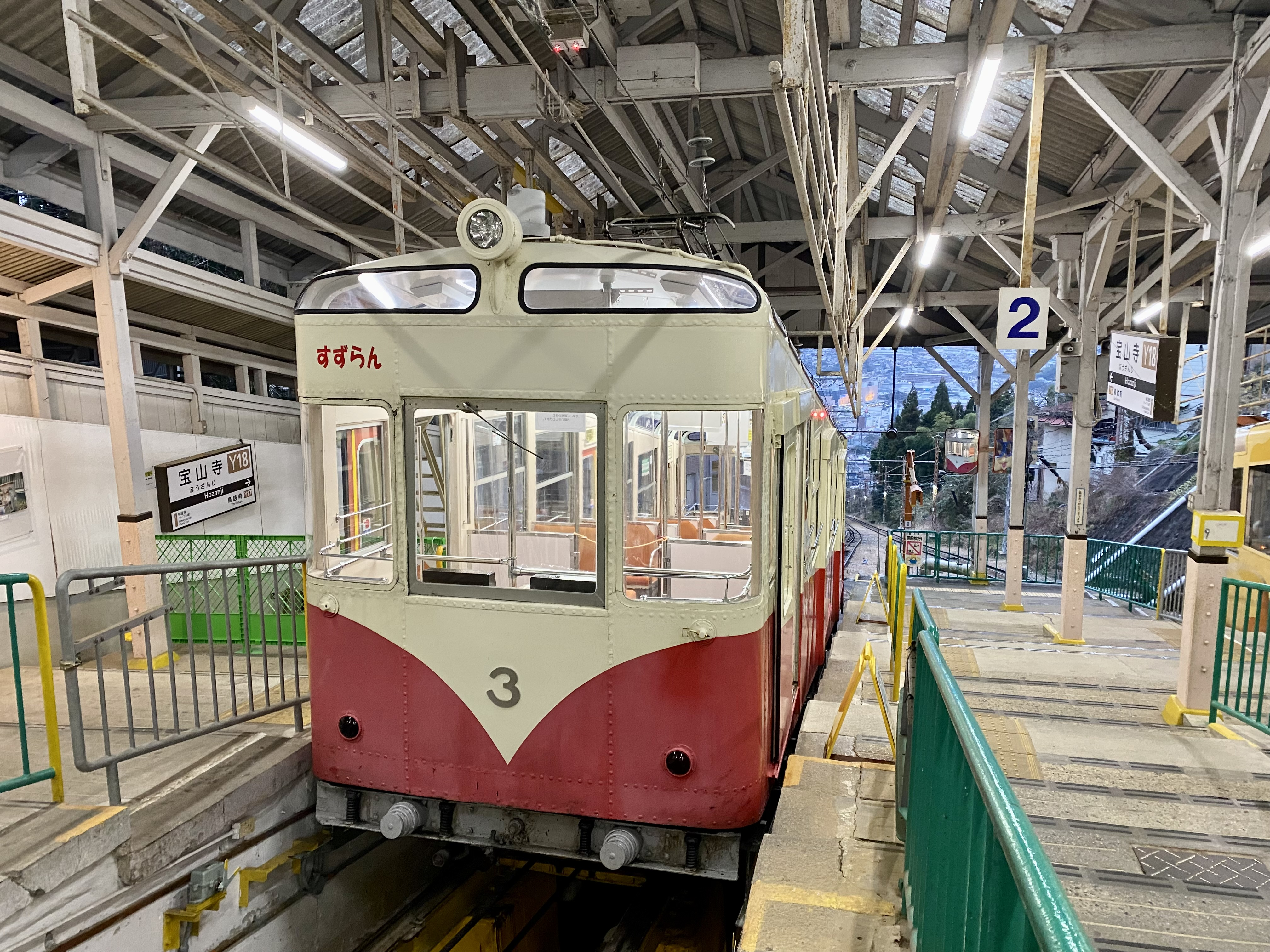
愛称が「すずらん」に戻った宝山寺2号線3（2021年12月）
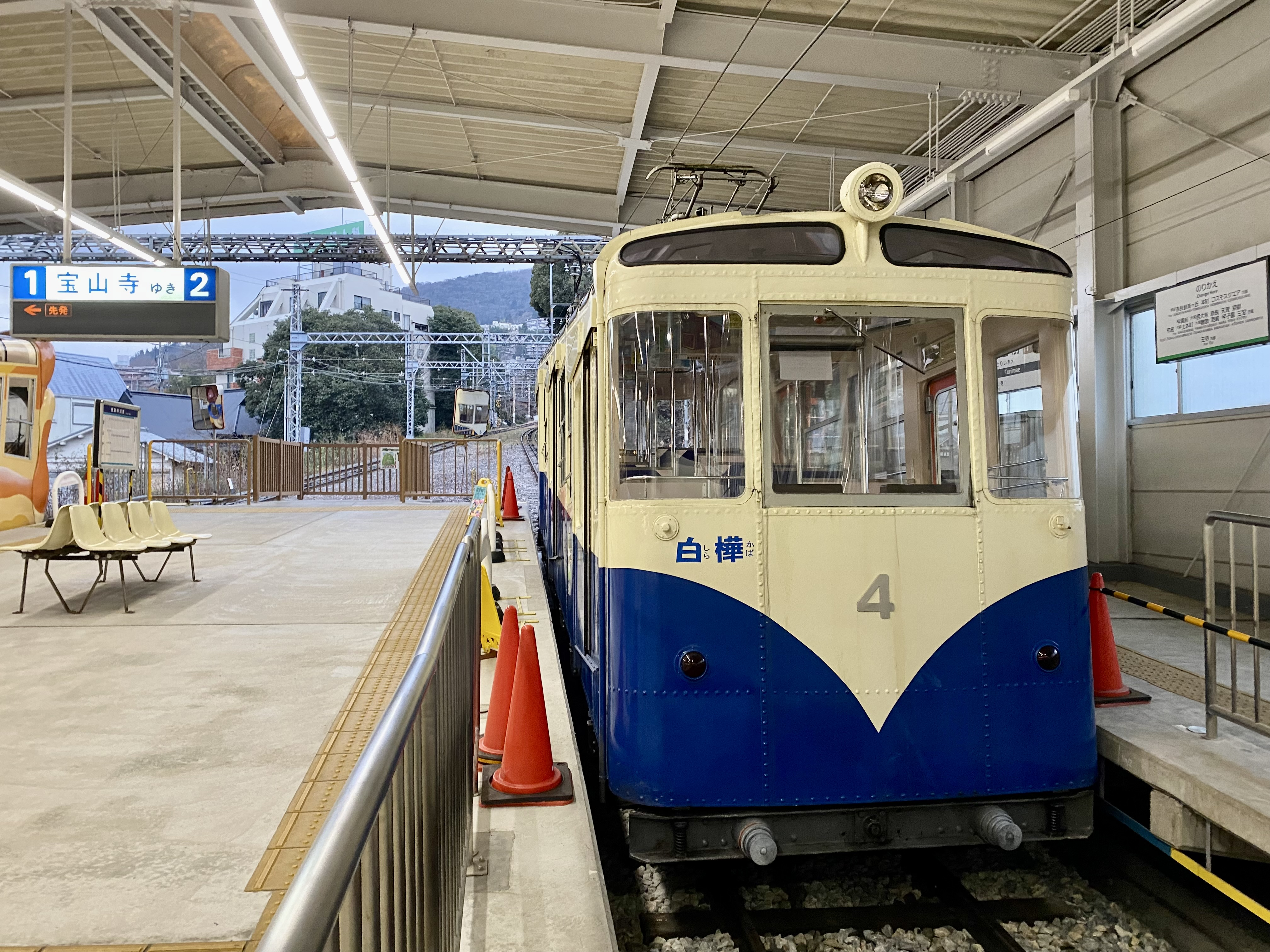
愛称が「白樺」に戻った宝山寺2号線4（2021年12月）

## 歴史

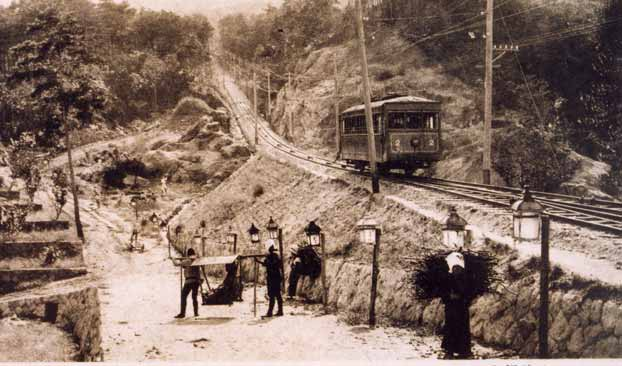
1918年に開業した直後の生駒鋼索線

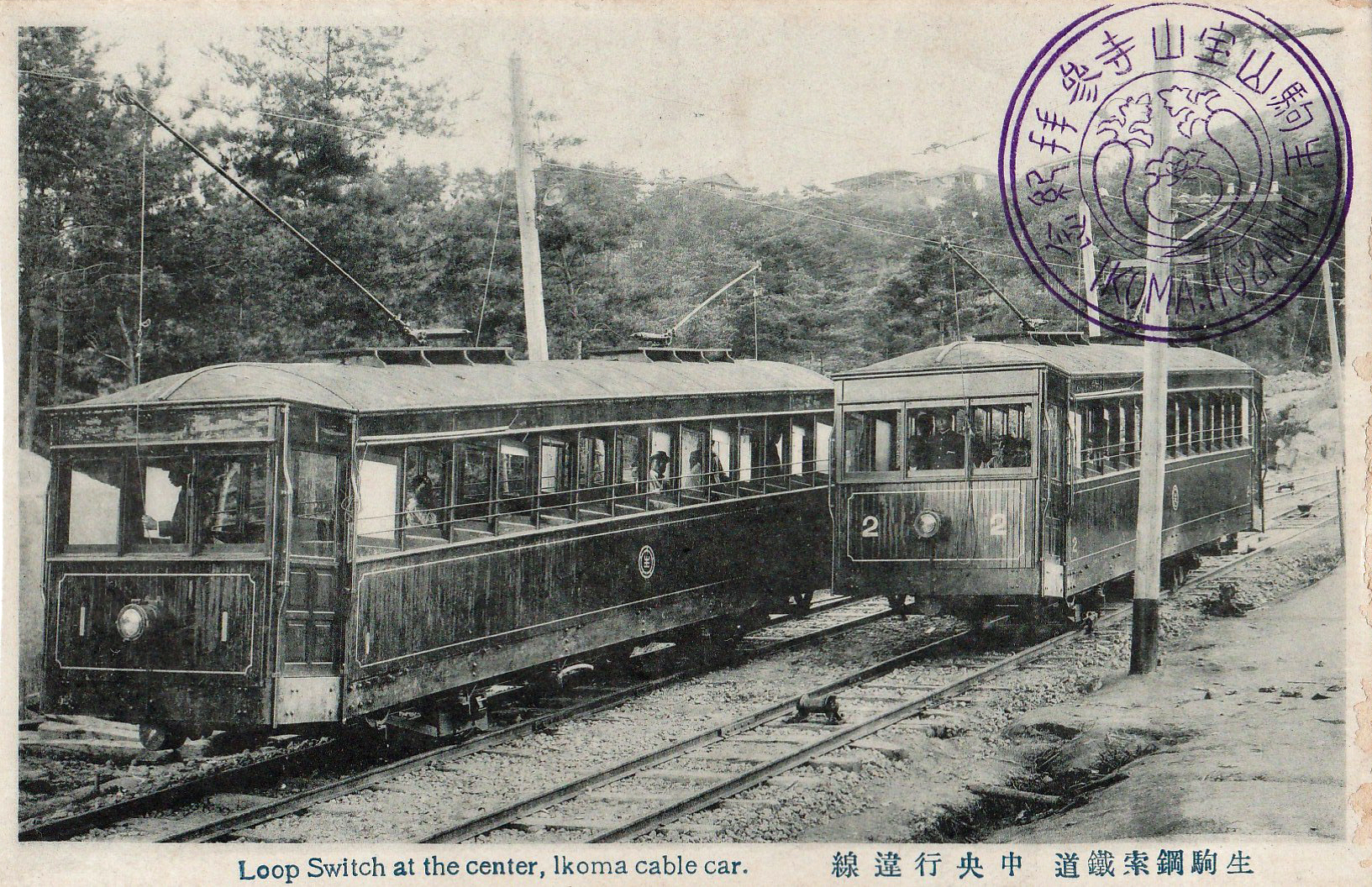
生駒鋼索鐵道 中央行違線

宝山寺線は近鉄の前身である大阪電気軌道の系列会社の生駒鋼索鉄道により、宝山寺への参拝客を見込んで日本初のケーブルカーとして、山上線は生駒山上に建設された遊園地のためのアクセス路線として大阪電気軌道によってそれぞれ開業した。なお、大阪電気軌道は開業直後の資金難のときに、宝山寺から賽銭を融通してもらったことがあり、ケーブル敷設はその時の返礼も兼ねていた、とも言われている。
- 1913年（大正2年）9月18日：生駒山鋼索電気軽便鉄道が生駒 - 宝山寺間の免許取得[11]。
- 1914年（大正3年）7月10日：生駒山鋼索電気軽便鉄道として会社設立。同時に生駒鋼索鉄道に社名変更[11]。
- 1916年（大正5年）：大阪電気軌道が経営参画[4][5]。
- 1918年（大正7年）
  - 8月29日：生駒鋼索鉄道が鳥居前駅 - 宝山寺駅間を開業[3][12][13]。
- 1922年（大正11年）1月25日：大阪電気軌道が生駒鋼索鉄道を合併[12]。
- 1924年（大正13年）2月2日：大阪電気軌道が宝山寺 - 生駒山上間の免許取得[14][15]。
- 1926年（昭和元年）12月30日：宝山寺2号線が開業し、鳥居前駅 - 宝山寺駅間複線化[15]。
- 1929年（昭和4年）3月27日：山上線 宝山寺駅 - 生駒山上駅間が開業する[16][17]。
- 1944年（昭和19年）
  - 2月11日：山上線が不要不急線として休止[18]。
  - 7月：宝山寺2号線が休止（設備撤去）され、宝山寺線単線化[18]。
- 1945年（昭和20年）8月1日：山上線の運行再開[19]。
- 1953年（昭和28年）4月1日：宝山寺2号線運転再開（宝山寺線再複線化）[20]。
- 1979年（昭和54年）7月20日：鳥居前駅が生駒山上寄りに70 m移転し、宝山寺線の営業キロ 0.1 km 短縮[21]。
- 2000年（平成12年）
  - 3月1日：宝山寺線で新車両ブル・ミケ運転開始。
  - 3月6日 - 3月17日：山上線が車両入換工事のため運休。
  - 3月18日：山上線で新車両ドレミ・スイート運転開始。2区普通運賃を大人片道540円から350円に値下げ、1区普通運賃は280円に据え置き。普通券・回数券・団体券について、生駒駅を介しての鉄道線との連絡乗車券の発売を中止（連絡定期券は発売継続）。
- 2020年（令和2年）4月29日 - 5月6日：コロナウイルス感染症対策のため山上線を終日運休[22]。
- 2021年（令和3年）
  - 3月1日：2区普通運賃を大人片道370円から500円に値上げ[23]。
  - 9月28日：生駒山上遊園地飛行塔と共に土木学会選奨土木遺産に認定された[24][25]。

## 駅一覧
- 全駅奈良県生駒市内に所在。
- 山上線の「直行」は梅屋敷駅と霞ヶ丘駅を通過する。

| 区間名   | 駅番号     | 駅名     | 営業キロ | 営業キロ | 接続路線                                                                  |
| 区間名   | 駅番号     | 駅名     | 駅間     | 累計     | 接続路線                                                                  |
| -------- | ---------- | -------- | -------- | -------- | ------------------------------------------------------------------------- |
| 宝山寺線 | Y17        | 鳥居前駅 | -        | 0.0      | 近畿日本鉄道：A 奈良線 (A17)・C けいはんな線 (C27)・G 生駒線 (G17)…生駒駅 |
| 宝山寺線 | Y18        | 宝山寺駅 | 0.9      | 0.9      |                                                                           |
| 山上線   | Y18        | 宝山寺駅 | 0.9      | 0.9      |                                                                           |
| Y19      | 梅屋敷駅   | 0.3      | 1.2      |          |                                                                           |
| Y20      | 霞ヶ丘駅   | 0.4      | 1.6      |          |                                                                           |
| Y21      | 生駒山上駅 | 0.4      | 2.0      |          |                                                                           |

## 運賃・乗車券
大人片道の普通運賃は以下の通り（2021年3月1日改定。単位：円）。
| 290 | 宝山寺駅 |          |          |            |
| 500 | 290      | 梅屋敷駅 |          |            |
| 500 | 290      | 290      | 霞ヶ丘駅 |            |
| 500 | 290      | 290      | 290      | 生駒山上駅 |

- 鋼索線特有の特殊運賃が適用されている。区間制運賃で宝山寺線のみまたは山上線のみの乗車が1区290円、宝山寺線と山上線にまたがる乗車が2区500円である[26]。
- 国土交通省（近畿運輸局）は上限運賃として1区290円、2区560円を認可している[27]。2区については、近鉄が適用運賃370円の届出をして、認可を受けていたが[28]、2021年3月1日に500円に値上げした[23]。
- 宝山寺駅では途中下車が可能。
- 生駒駅 - 鳥居前駅間徒歩連絡による、他の鉄道線との連絡乗車券（普通券・回数券）は発売されていない（2000年3月17日をもって発売終了）[29][30]。連絡定期券は引き続き発売されている。企画乗車券（当線を利用区間に含むもの）、株主優待乗車券などは、鉄道線との通し利用ができる。
- 乗車券の磁気化は行われておらず、自動改札機もない。
- 以前は自動券売機でパールカード（2008年に発売終了）が使えたが、現在は使えない。他の近鉄線各線で利用できたスルッとKANSAI対応カード（2018年に廃止）・Jスルーカード（2009年に廃止）は、当線では最後まで利用できなかった。
- 過去に発売されていたスルッとKANSAIの3Day・2Dayチケット（2016年に発売終了）は提示のみで利用が可能であった。